# Rui Ochôa
Rui Hernâni Ochôa ComM (Porto, 20 de julho de 1948) é um fotojornalista português que iniciou a sua atividade profissional como repórter fotográfico no Jornal de Notícias. A partir de 1980, começa a sua colaboração no jornal Expresso, onde ascenderia a editor em 1989 e, mais tarde, diretor de fotografia.
É autor de múltiplas reportagens em Portugal e no resto do mundo. Esta tendência para os acontecimentos políticos leva-o a participar em inúmeras publicações, entre as quais se destacam "Balsemão, O Retrato", "Solidão e Poder", "Soares, o Presidente", "Conversas com Álvaro Cunhal" (em parceria com a jornalista Maria João Avillez), "Cavaco Silva – Perto dos Portugueses", "O Museu de Rachol" e, mais recentemente, "Afetos", um testemunho da campanha eleitoral para a Presidência da República de Marcelo Rebelo de Sousa. Participa ainda nos catálogos "América-América", em 2017, "Papas Peregrinos de Fátima", em 2019, e "Acasos", em 2021, entre muitos outros.
Expôs o seu trabalho por diversas vezes em Portugal, em França, em Espanha, no Brasil ou em Itália.
Está representado no Arquivo Nacional de Fotografia do Ministério da Cultura. Galardoado com diversos prémios, dos quais se atribuem maior importância, o prémio Gazeta do Jornalismo, atribuído pelo Clube dos Jornalistas, em 1985; o prémio Society for News Design nos EUA, em 1998, com as reportagens "A cor do trabalho" e "Um Instante de Emoções".
Em 1998, foi condecorado com a medalha de mérito e dedicação, grau prata, pela Câmara Municipal da Amadora. Em 2017, foi condecorado com a medalha de ouro (mérito) pela Câmara Municipal do Porto. A 7 de março de 2022, foi agraciado com o grau de Oficial da Ordem do Mérito. A 27 de março de 2025, foi agraciado com o grau de Comendador da Ordem do Mérito.
Foi docente de Fotojornalismo na Universidade Lusófona e na Escola de Recuperação do Património de Sintra.
Desde março de 2016, exerce funções como fotógrafo oficial do Presidente da República Portuguesa, Marcelo Rebelo de Sousa.
Rui Ochôa foi casado com a fadista Kátia Guerreiro (2004-2010).

## Livros
- 2006 - "Pero dos Portugueses", Alêtheia Editores, Portugal
- 2008 - "Portugal, tão longe", Alêtheia Editores, Portugal
- 2013 - "O Grande Incêndio do Chiado", Tinta da China, Portugal
- 2016 - "Afectos", Texto Editores, Portugal
- 2023 - "Rui Ochôa 74-99", Casa das Letras, Portugal
- 2023 - "A Jornada", Casa das Letras, Portugal